# Arnold Willemer
Arnold Willemer (* 24. April 1960 in Recklinghausen) ist ein deutscher Diplom-Informatiker und Fachbuchautor.

## Berufliche Laufbahn
Willemer absolvierte 1980 sein Abitur an der Humboldtschule in Bad Homburg. Anschließend leistete er seinen Zivildienst beim Evangelischen Jugendwerk in Frankfurt am Main ab und begann 1982 ein Informatikstudium an der Universität Frankfurt, das er 1990 abschloss. Das Thema seiner Diplomarbeit lautete Eine Netzwerkimplementierung unter dem Betriebssystem MINIX für den Atari ST. In der nächsten Zeit arbeitete er als freier Programmierer und brachte sich als Autodidakt mehrere Programmiersprachen, unter anderem C++, bei. 2000 gründete er eine Computerfirma, deren Inhaber er noch heute ist.
Seit 2002 schreibt er Fachbücher über ausgewählte Themen wie C++ und Unix. Einige davon wurden bereits als kostenlose OpenBooks veröffentlicht. Auf seiner Website Willemers Informatik-Ecke stellt er Erfahrungen aus seinen beruflichen Tätigkeiten, Auszüge seiner Veröffentlichungen und Vorlesungen kostenlos zur Verfügung. Er ist auch als freiberuflicher Dozent tätig und hält IT-Schulungen für die Industrie. Seit 2008 ist er freiberuflicher Consultant in Hamburg. Seit 2016 ist er an der Hochschule Flensburg tätig.

## Veröffentlichungen
- Wie werde ich UNIX-Guru? Galileo Press, Bonn 2002, ISBN 3-89842-240-2.
- Einstieg in C++. Galileo Press, Bonn 2003, ISBN 3-8362-1385-0.
- UNIX – das umfassende Handbuch. Galileo Press, Bonn 2008, ISBN 978-3-8362-1071-3.
- Coding for Fun mit C++: Garantiert kein Lehrbuch! Galileo Press, Bonn 2009, ISBN 978-3-8362-1512-1.
- Linux-Server einrichten und administrieren mit Debian 6 GNU/Linux. Galileo Press, Bonn 2011, ISBN 978-3-8362-1653-1.
- Java: Der Sprachkurs für Einsteiger und Individualisten. Wiley, Weinheim 2013, ISBN 978-3-527-76039-8.
- C++ Der Einstieg. Wiley, Weinheim 2013, ISBN 978-3-527-76044-2.
- Linux-Server für Einsteiger: Mit Debian GNU/Linux und Ubuntu Server. Wiley, Weinheim 2014, ISBN 978-3-527-76046-6.
- Python: Der Sprachkurs für Einsteiger und Individualisten. Wiley, Weinheim 2015, ISBN 978-3-527-76066-4.
- Linux für Dummies. Wiley, Weinheim 2017, ISBN 978-3-527-71296-0.
- Java Alles-in-einem-Band für Dummies. Wiley, Weinheim 2018, ISBN 978-3-527-714506.
- Übersetzung von Reto Meier: Professionelle Android-App-Entwicklung. Wiley, Weinheim 2019, ISBN 978-3-527-760589.
- C++ für Dummies. Wiley, Weinheim 2020, ISBN 978-3-527-717477.
- Android-Apps programmieren lernen für Dummies. Wiley, Weinheim 2022,  ISBN 978-3-527-718801.
- Linux-Server für Dummies. Wiley, Weinheim 2023,  ISBN 978-3-527-720804.